# Pura Vida (marca)
Pura Vida (distribuida como Pura Vida Nutritiva) es la denominación de la marca de bebida de bajo coste del Grupo Gloria (Perú) comercializada desde la década de 2000. En Bolivia es comercializada por Pil Andina, subsidiaria del mencionado grupo.
Siendo promocionado como «leche evaporada», en realidad un producto lácteo modificado, alcanzó popularidad como una de las marcas peruanas más consumidas entre 2012 y 2017. Sin embargo, las quejas entre consumidores y organizaciones acerca de su denominación consiguieron que el producto dejara de comercializarse en 2018 por un plazo no definido.

## Historia
Pura Vida se comercializó desde 2002 como parte de su masificación de la leche evaporada, como alternativa a la tradicional fresca. Después de varias adquisiciones a finales de la década de 1990, Gloria construyó fábricas en Lima y Arequipa. En una entrevista para RPP, el presidente de la Asociación de Industrias Lácteas (Adil), Rolando Piskulic, sustentó que la bebida se comercializó a pobladores de bajos recursos por la mezcla con grasas vegetales.
Según el diario La República en 2005 el tarro enlatado se vendió entre S/. 1.60 y S/. 1.70. Entre julio y noviembre de 2014, la Dirección General de Salud Ambiental (DIGESA) nombró a la bebida como "leche". Su consideración consiguió ser exportado a Panamá, desde 2014; entre mayo del 2016 y marzo del 2017 se ingresó más de 800 000 kg.
En 2017 la consultora Kantar Worldpanel nombró a Pura Vida como la sexta marca más consumida en el Perú.

### Composición
Para las autoridades de Panamá describen que contienen "lecitina de soya, estabilizantes, vitaminas A, C y D, minerales (hierro y zinc), una mínima porción de leche parcialmente descremada, leche de soya y esencia de leche".
Para el Grupo Gloria en un reporte señaló que Pura Vida contiene un 60% de leche en polvo y 40% es restante, resaltando la leche de soya. Acorde a la Asociación de Industrias Lácteas, que forma parte Gloria, parte del aporte de la soya proviene de cultivo transgénico. Otros componentes son carragenina, maltodextrina y aceites vegetales hidrogenados.

## Controversia sobre su comercialización
En 2010, Laive, marca competidora de Gloria, denunció por publicidad engañosa a la marca Pura Vida; el caso fue desestimado. En 2012 un consumidor demandó al Grupo Gloria por desinformación, como resultado la empresa pagó una multa valorizada en S/. 77 000. En el mismo año la Asociación de Ganaderos Lecheros del Perú denunció a Gloria por incluir al envase una vaca para inducir que está elaborado naturalmente, pero fue ignorada.
El 2 de junio de 2017 la Autoridad Panameña de Seguridad de Alimentos verificó que Pura Vida contiene una cantidad menor de leche de vaca y "tiene otros elementos en su elaboración, por lo que no se puede promocionar como leche evaporada". Como consecuencia, se prohibió importar, por petición de Asociación Nacional de Ganaderos de Panamá, "cuando en realidad es una bebida saborizante y colorante que simula ser leche".
En el mismo mes, la Asociación Peruana de Consumidores y Usuarios (ASPEC) y el defensor del Pueblo Walter Gutiérrez insistieron en que Gloria viola el Código de Protección al Consumidor al promocionar el producto. El 7 de junio, la Indecopi ordenó prohibir su comercialización y confiscó la sede de Gloria en Huachipa. Al día siguiente, un grupo de fiscales inspeccionaron mercados a pesar de que no fue informado con antelación. Las pérdidas alcanzan los 15 millones de soles.
En el ámbito internacional, el Servicio Nacional de Sanidad Agropecuaria e Inocuidad Alimentaria de Bolivia encargó a un laboratorio para su análisis. Hasta entonces, su venta está suspendida.
Con la controversia sobre productos de origen lácteo, los medios criticaron a Pura Vida y similares por su bajo valor nutritivo en comparación a la leche fresca y entera. Crisólogo Cáceres, presidente de la ASPEC, mencionó que la carragenina es perjudicial para la salud. Tras irregularidades sobre la ley de alimentación saludable se realizaron cambios en la política. También se establecieron comisiones para el control de productos alimenticios.